# Altendorf (Mörnsheim)
Altendorf ist ein Kirchdorf und Gemeindeteil des Marktes Mörnsheim im oberbayerischen Landkreis Eichstätt. Zur Gemarkung gehören die Weiler Hammermühle, Lichtenberg und Maxberg (ehemals Maxbruch mit dem Museum auf dem Maxberg) und die Einöde Kohlmühle.

## Lage
Altendorf liegt in der Südlichen Frankenalb am Übergang des Gailachtales in das Altmühltal.

## Geschichte
In einer großen Höhle nordwestlich des Dorfes wurden 1924 von Friedrich Winkelmann steinzeitliche Funde gemacht.
Altendorf gehörte zu den ältesten Besitzungen der Eichstätter Kirche. Die Ansiedlung ist das ursprüngliche Morinesheim/Mörnsheim und wurde nach dem Mörnsheimer Burgenbau und der sich unter der Burg entwickelnden Ansiedlung etwa im 13. Jahrhundert das „alte Dorf“ genannt. Als Fischerdorf an der Einmündung der Gailach in die Altmühl wurde Morinesheim 918 erstmals urkundlich erwähnt. 1401 wurden Kirche und Friedhof geweiht. 1592 entstand die Marienwallfahrt Maria End, für die 1709/10 die Kirche barock umgebaut und umgestaltet wurde. Erstmals nach der Mitte des 17. Jahrhunderts wurde am Maxberg, zur Gemeinde Altendorf gehörend, Kalkstein in Brüchen abgebaut, seit der Mitte des 18. Jahrhunderts industriell. Auch wurden in der Gemarkung Altendorf mit der Kohlmühle (1304 erstmals bezeugt) eine Mahlmühle sowie mit der Hammermühle eine Papiermühle und ein (oberer) Eisenhammer (1542 als Drahthammer und später auch als Waffenschmiede bis 1858) betrieben. Zu Altendorf gehörten auch die Einöden Lichtenberg und Wildbad.
Zum Ende des Alten Reiches bestand Altendorf aus sechs Anwesen, der Kirche und einem Benefiziatenhaus.  Es unterstand  hochgerichtlich dem Pflegamt Mörnsheim (ab 1645 Dollnstein), niedergerichtlich und steuerlich dem Kastenamt Mörnsheim des mittleren Hochstifts Eichstätt.
Das Amt des Hochstiftes Eichstätt fiel im Reichsdeputationshauptschluss 1803 mit dem größten Teil des hochstiftischen Gebietes, darunter auch Altendorf, an das Fürstentum Eichstätt des Erzherzogs Ferdinand von Toskana. Seit den Friedensverträgen von Brünn und Preßburg von 1805 gehörte der Ort zum königlich bayerischen Landgericht Eichstätt und bildete 1808 zusammen mit Mörnsheim den Steuerdistrikt Mörnsheim.
In der Leuchtenberger Zeit wurde 1818 Altendorf wieder eine selbständige Gemeinde, der die Hammermühle, die Kohlmühle, Lichtenberg, der Maxbruch sowie die Einöden Gröblmühle (1972 abgerissen), Marktmühle und Wildbad angehörten; die letzteren drei, seit jeher zwischen Altendorf und Mörnsheim strittig, wurden 1956 gerichtlich der Gemeinde Mörnsheim zugesprochen. Am 1. April 1971 wurde Altendorf in den Markt Mörnsheim eingemeindet. Der Landkreis Eichstätt wechselte im folgenden Jahr von Mittelfranken nach Oberbayern. 1983 zählte man in Altendorf 183 Einwohner, von denen 30 Prozent in drei landwirtschaftlichen Vollerwerbs- und einem Nebenerwerbsbetrieb tätig waren.

## Wallfahrtskirche Maria End

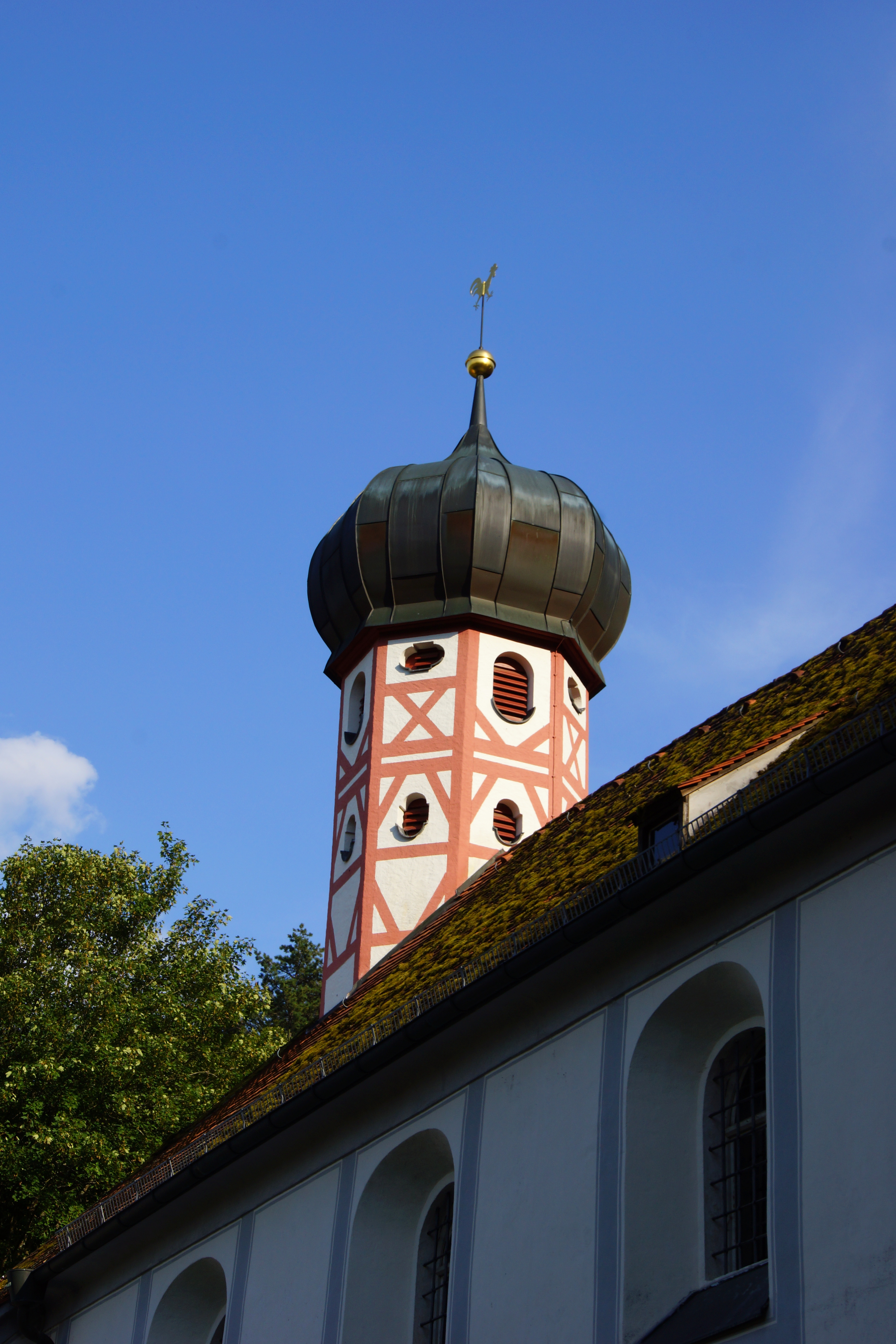
Wallfahrtskirche Maria End

Die auf 425 m Meereshöhe am südlichen Hang des Gailachtales malerisch gelegene katholische Kirche gehört als Filiale zur Pfarrei Mörnsheim. 1401 fanden eine Rekonziliation der Kirche und Konsekration zweier Altäre statt. Die Chormauern und wohl auch die Chorwölbung sind noch gotisch. Das heutige Langhaus ist eine Achse länger als das mittelalterliche und auch höher. Diese Form erhielt die Kirche 1709/10 nach Plänen des eichstättischen Hofbaumeisters Jakob Engel. Den Bau leitete sein Parlier Johann Baptist Camesino. An der Nordseite des Chores befindet sich eine zweigeschossige Sakristei. Auf dem Chorbogen ruht ein achtseitiger Dachreiter aus Fachwerk mit zwiebelförmiger Kuppel und Wetterhahn. Das Türmchen musste wegen Schräglage 2014 neu gesichert werden. Der Friedhof ist ummauert. Ein Benefiziatenhaus von 1709 und eine Lourdeskapelle ergänzen das Ensemble.
Altendorf ist eine alte Marienwallfahrtsstätte, die nach Schließung der benachbarten WallfahrtSpindeltal infolge der Reformation in Pfalz-Neuburg (seit 1542) besonders aufblühte.

### Ausstattung
Den Stuck und die Stuckkanzel mit ihrem kronenartigen Schalldeckel fertigte der Eichstätter Stuckateur Jakob Eck. Das Chor-Deckengemälde von 1710 stellt die Maria Immaculata dar, das Langhaus-Deckengemälde Mariä Himmelfahrt; die Gemälde werden, wie auch die ovalen Eckmedaillons mit Allegorien aus dem Marienlob, dem Maler Melchior Steidl (* 1660 in Innsbruck; † 1727 in München) zugeschrieben. Auf dem barocken Hochaltar (1710–1720) steht in der Mittelnische eine spätgotische Muttergottes aus Holz (um 1480). Der rechte Seitenaltar (um 1680) zeigt im Auszug ein Sebastiansgemälde und als Altarblatt den heiligen Antonius von Padua. Bedeutender ist der gleichzeitig entstandene linke Seitenaltar, weil er in einer Nische das Wallfahrtsbild birgt, eine spätgotische Terrakottagruppe, die den Tod Mariens mit den Aposteln und zwei Engeln darstellt. Sie ist ein Werk der in der ersten Hälfte des 15. Jahrhunderts im Gebiet des Hochstifts Eichstätt nachweisbaren, spätgotischen Terrakottawerkstatt, deren beste Werke dem sogenannten weichen Stil angehören. Eine aus einer Wegkapelle stammende hölzerne Vespergruppe ist eine „bewegte Barockarbeit“ (Mader, S. 27) um 1700 aus der Schule des Eichstätter Bildhauers Christian Handschuher. Die Kirche birgt außerdem mehrere Grabsteine, darunter zwei, rechts und links des Hochaltars, für den Reichserbmarschall Karl Philipp Gustav Graf von Pappenheim († 1692) und seiner Gemahlin († 1716). Beide wählten nicht einen Ort in ihrer Grafschaft Pappenheim, sondern Altendorf im Gebiet des Hochstifts Eichstätt zu ihrer Begräbnisstätte, weil sie dort häufig den Gottesdienst besucht hatten. Die seit 1651 regierende, wieder katholisch gewordene Linie der Grafen zu Pappenheim war nämlich in ihrer eigenen evangelischen Grafschaft in der Religionsausübung beschränkt, da nach den Bestimmungen des Westfälischen Friedens ein Konfessionswechsel des Landesherrn nach 1624 keinen Einfluss mehr auf das Bekenntnis im Lande hatte.

## Sonstiges
- Auf dem Bergrücken östlich des Dorfes, dem Kruspelberg (mit Eisenbahntunnel), stand die 1204 erstmals erwähnte Crugesburg (Krugsburg; Krußburg), wohl in Form einer Turmburg, mit 4 bis 5 m breitem Halsgraben; 1204 trat ein Reinboto de Crugesburg als Urkundenzeuge in Erscheinung. Fast das ganze 13. Jahrhundert über nannten sich Eichstätter Ministerialen nach dieser Burg, von der sich nichts erhalten hat.
- An der Altmühlbrücke schuf der Bildhauer Karl Hemmeter ein mächtiges Monument, das einen Ammoniten und darin einen stilisierten Archaeopteryx zeigt.
- 1879 wurde die Pflichtfeuerwehr und 1891 die Freiwillige Feuerwehr Altendorf gegründet. 1962 wurde eine Fahne geweiht. 1974 erfolgte die Eingliederung der Feuerwehr in die Freiwillige Feuerwehr Mörnsheim, wobei der Feuerwehrverein in Altendorf bestehen blieb.